# Parlement éternel
Le « Parlement éternel » (chinois : 萬年國會 ; litt. « Congrès de dix mille ans ») est le terme désignant le premier congrès de la république de Chine, composé de l'Assemblée nationale, du Yuan législatif et du Yuan de contrôle, qui a duré 43 ans, de 1948 à 1991. Les membres du congrès étaient officiellement appelés « députés seniors » (資深中央民代 ou 資深民代), mais désignés de manière péjorative comme « délégués des dix mille ans » et « vieux voleurs » (老賊).
L'assemblée a commencé après les premières élections de 1947 et 1948 mandatées par la nouvelle Constitution de la république de Chine, et la réunion inaugurale s'est tenue en 1948 à Nankin. Alors que leur durée était limitée à trois ou six ans, elle a été prolongée indéfiniment à la suite de la défaite de la guerre civile chinoise en décembre 1949, qui a contraint le gouvernement et le corps législatif à se replier à Taïwan. Le congrès n'a pris fin que le 31 décembre 1991, dans un contexte de démocratisation de l'île.